# 拉潘帕龍屬
拉潘帕龍（屬名：Lapampasaurus）是一屬鴨嘴龍科恐龍，來自白堊紀晚期的阿根廷拉潘帕省艾倫組（Allen Formation）。屬下包含單一物種科氏拉潘帕龍（Lapampasaurus cholinoi），屬名取自發現地，種名紀念化石採集者José Cholino。標本包含頸椎、背椎、薦椎和尾椎、前肢帶、部分後肢。